# Special Brigade
La Special Brigade dei Royal Engineers britannici era una brigata del genio specializzata nell'utilizzo bellico degli agenti chimici durante la prima guerra mondiale.
Le prime due compagnie incaricate della guerra chimica vennero formate nel luglio del 1915 (la 186th e la 187th Special Company)  seguite da altre due nell'agosto dello stesso anno (188th e 189th).  Tutti i componenti delle Special Company avevano il minimo grado di caporale e non portavano il fucile d'ordinanza ma la pistola. 
Nel febbraio del 1916, l'organico venne ampliato a livello di una brigata, la Special Brigade.
La Special Brigade venne incaricata dell'impiego degli agenti chimici che venivano emessi da bombole da i lanciabombe a comando elettrico (il Livens Projector) ed i lanciafiamme, mentre l'artiglieria impiegava i proietti caricati con agenti chimici ed alla fanteria vennero affidate le bombe a mano caricate con agenti chimici.

## Storia

### Seconda battaglia di Ypres
Il primo utilizzo su larga scala di gas letali in guerra fu effettuato dalle Gastruppe tedesche a Ypres nell'aprile del 1915, durante la seconda battaglia di Ypres.
Alle 17.30 del 22 aprile i tedeschi rilasciarono, da 5.730 bombole, 168 tonnellate di gas di cloro su un fronte di circa sei chilometri, causando circa 5.000 morti nello schieramento alleato nel giro di dieci minuti.
L'uso di gas letali in battaglia era proibito dalla convenzione dell'Aia, fino ad allora entrambe le parti avevano fatto uso solo di sostanze debilitanti e non letali. L'uso di gas asfissiante da parte dei tedeschi scatenò un'ondata di indignazione fra gli alleati. Il generale John French, comandante della prima armata britannica in Francia, chiese il 23 aprile immediata rappresaglia con gli stessi mezzi.
Lord Kitchener, ministro della guerra britannico, rispose che avrebbe posto la questione al governo.
In giugno il governo britannico emanò l'ordine per la produzione di gas tossici da impiegare contro le truppe tedesche sul fronte occidentale ed il maggiore Charles H. Foulkes dei Royal Engineers fu incaricato della missione.
Il 4 giugno fu effettuato il primo esperimento, alla presenza di Foukles e di rappresentanti militari di Italia, Giappone e Russia, di rilascio di gas di cloro da bombole presso gli stabilimenti dell'industria chimica Castner Kellner di Manchester.
Le prime due compagnie della Special Brigade vennero formate nel luglio del 1915 (la 186th e la 187th Special Company)  seguite da altre due tra l'agosto ed il settembre dello stesso anno (188th e 189th).
Il 22 agosto, di fronte ad un nutrito gruppo di generali britannici, tra cui Haig, si tenne presso il deposito avanzato della Special Brigade di Helfaut, la prima dimostrazione dell'impiego del gas rilasciato da bombole.

### Battaglia di Loos
Dopo quattro assalti infruttuosi, tra marzo (battaglia di Neuve Chapelle) ed agosto (Givenchy) che frustrarono i tentativi della prima armata britannica di sfondare le linee tedesche, fu individuato uno dei motivi dei ripetuti insuccessi: la scarsità di proietti d'artiglieria a disposizione del corpo di spedizione britannico, fu così, deciso di utilizzare, come arma in grado di spezzare l'immobilità del fronte, il gas di cloro su di un ampio fronte. Per la preparazione della battaglia di Loos, il generale Haig, richiese 7.000 bombole di cloro, denominate Red Star,  il Ministry of Munitions (ministero degli approvvigionamenti) ne promise 5.000 per il 6 settembre 1915. 
Le special company (la 186th e la 187th) iniziarono l'installazione di 5.500 bombole, divise in 400 batterie da 11/13 pezzi, contenenti 150 t di cloro liquido il 17 settembre ed erano pronte per l'attacco che fu rinviato più volte per poi essere lanciato all'alba del 25 settembre.
L'installazione delle bombole nelle trincee di prima linea fu notata dai tedeschi che cercarono di prepararsi all'attacco.

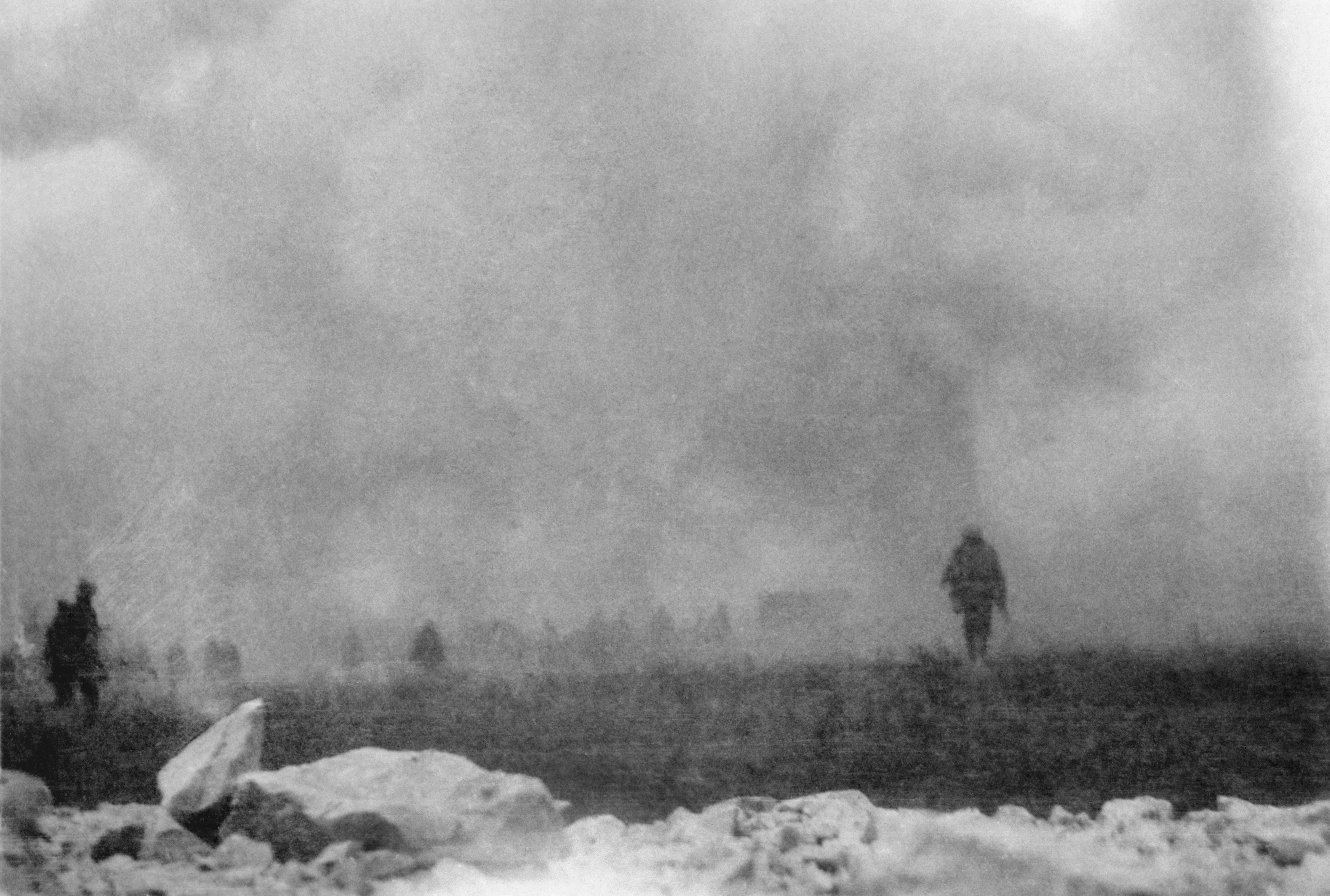
La fanteria britannica avanza verso le trincee tedesche a Loos, 25 settembre 1915

L'attacco britannico dipendeva totalmente dall'utilizzo dei gas, venendo più volte rinviato per ottenere condizioni meteo favorevoli.
Alle 21:00 del 24 settembre, le previsioni del tempo erano finalmente favorevoli per i britannici, ed alle 21:45 Haig dette il via libera per l'utilizzo del gas alle 5:50 del mattino successivo.
I componenti delle due special company, aiutati dalla fanteria aprirono, con qualche difficoltà, le valvole delle bombole, ma il vento incostante, ne impedì il completo rilascio, solo 80 tonnellate vennero emesse.
Dove il gas raggiunse le linee tedesche, ne silenziò le difese, permettendo l'avanzata britannica, in altre zone, il vento cambiò direzione e colpì le truppe britanniche, causando gravi perdite.
Nel settore della 2 divisione britannica (2nd Division) i comandanti delle special company si rifiutarono di aprire il gas all'ordine ricevuto, per l'inconsistenza del vento in quel settore, il comando divisionale della seconda divisione li obbligò ad ottemperare. La nube di cloro ristagnò sulle trincee inglesi intossicando anche coloro che indossavano correttamente la maschera antigas.
L'attacco, fu rinnovato, grazie all'arrivo delle riserve, anche il giorno seguente, senza l'utilizzo del gas per il vento sfavorevole,  e protratto anche il giorno 27, ma, pur avendo obiettivi più limitati, non ottenne i risultati sperati per la crescente opposizione tedesca.
Per il 13 ottobre,  i britannici rinnovarono l'attacco, con il rilascio di gas da 3.170 bombole, ma il vento incostante, permise l'apertura di sole 1.217 bombole, l'attacco fu respinto dai tedeschi, che, nonostante l'uso della nuova arma chimica, da parte dei britannici, ottennero una netta vittoria difensiva.
L'impiego dei gas causò la morte di sette soldati britannici e l'intossicazione di oltre duemila, e le special company ebbero 22 morti.
Dopo la battaglia di Loos, le special company realizzarono alcuni attacchi sperimentali, condotti con il cloro (Red Star, stella rossa, dal simbolo impresso sui proietti) e con una miscela di cloro ed dicloruro di zolfo (Blue Star, stella blu) per poi passare all'utilizzo del fosgene (White Star, stella bianca, fosgene miscelato in eguale quantità con il cloro per renderlo gassoso)  entro la fine del 1915.

### 1916 la Special Brigade

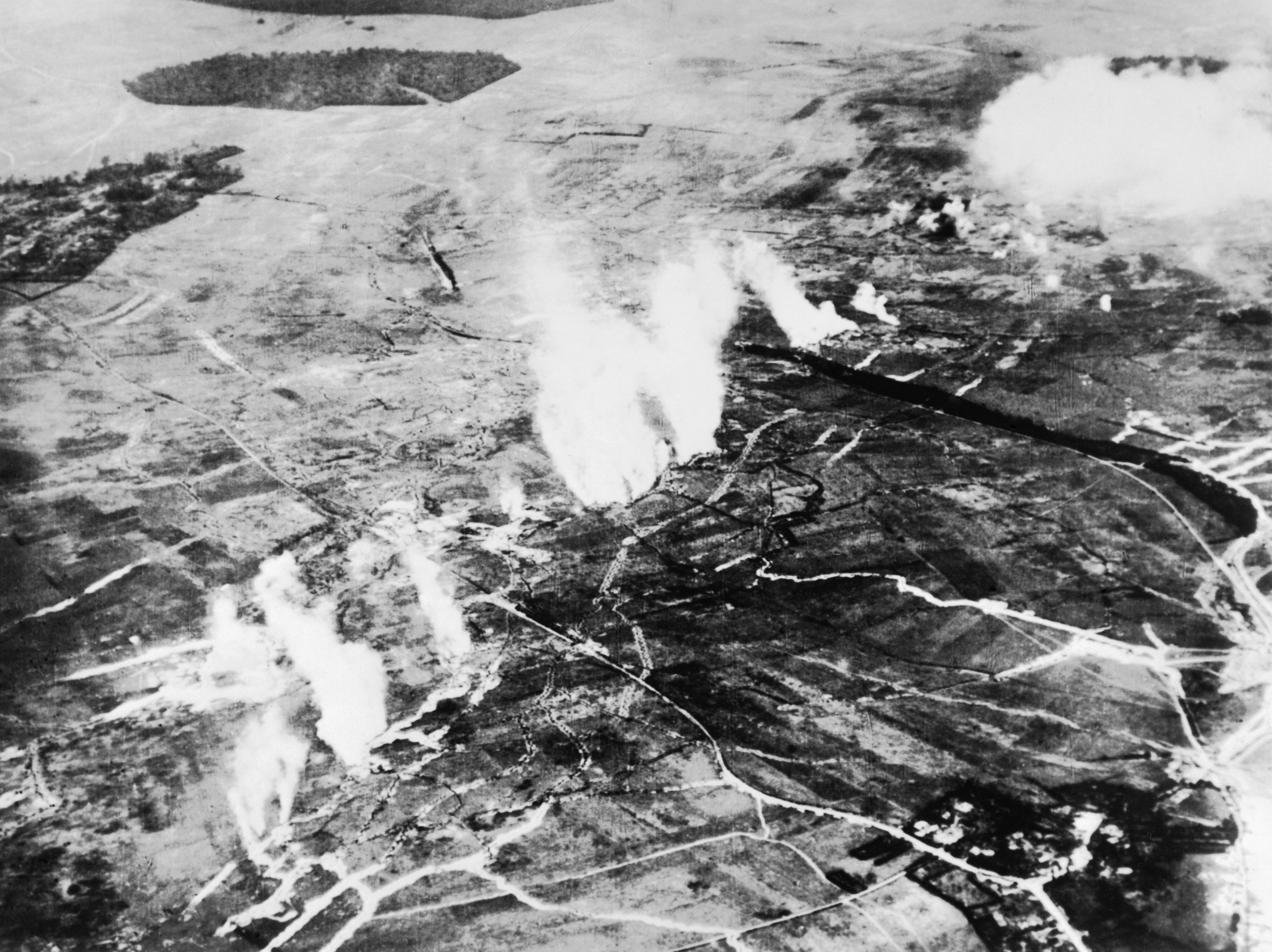
30 giugno 1916, battaglia della Somme: attacco con rilascio di nubi di gas da bombole, White Star, da parte della Special brigade tra Carnoy e Montauban

Nel febbraio del 1916, le forze a disposizione di Foulkner furono portate da quattro a 21 compagnie, più di 5.000 uomini, inoltre ad una Factory Brigade fu affidato un impianto francese per la produzione del fosgene a Coulogne.
La Special Brigade era articolata in 16 compagnie (denominate da A a Q, tralasciando la I) divise in quattro battaglioni, per l'utilizzo dei gas a mezzo di bombole, una compagnia Z per l'utilizzo dei lanciafiamme e quattro compagnie (5th mortar battalion) per l'uso dei mortai.
Con l'aumento dell'organico le nuove reclute furono inquadrate come soldati semplici, come nelle altre brigate dei Royal Engineers.

#### Battaglia della Somme
Nonostante che le compagnie di mortai fossero già operative nella primavera del 1916, non poterono partecipare agli sforzi iniziali della battaglia della Somme per la cronica mancanza di proietti da mortaio, che iniziarono ad essere disponibili nel settembre.
Gli alti comandi britannici avevano previsto che il gas venisse utilizzato su tutto il fronte in aggiunta al prolungato bombardamento d'artiglieria preliminare all'assalto del primo luglio 1916. L'apertura simultanea di oltre 10.000 bombole fu programmata per il 25, il giorno seguente l'inizio del bombardamento preparatorio, nonostante le previsioni meteorologiche favorevoli, il vento fu pressoché assente su tutta la linea, tranne che nel settore della 4th Division ( 4 divisione britannica), così l'uso del gas fu affidato ai comandanti locali che autorizzarono 30 emissioni tra il 26 giugno ed il primo luglio (giorno dell'assalto della fanteria). L'utilizzo massiccio del gas non impedì l'esito infausto dell'assalto della fanteria britannica del primo luglio, dato che non ebbe gli effetti desiderati, sul nuovo schieramento difensivo tedesco, scaglionato in profondità. Per tutta la lunga battaglia della somme, la Special Brigade utilizzò più di 25.000 bombole in 98 attacchi, arrivando a concentrarne 2.000 in un attacco su Nieuport il 5 ottobre.
Anche la compagnia Z fu impegnata sulla Somme, il primo luglio azionò un lanciafiamme d'assedio che aveva precedentemente installato in una galleria preparata per avvicinarsi alla linea tedesca, il ridotto tedesco fu distrutto. Riuscì a montare altri due attacchi prima che la battaglia si spegnesse, il 3 settembre e l'otto settembre. Ma data l'estrema complessità dell'installazione ed la ridotta gittata di questi lanciafiamme d'assedio, l'esperienza non fu più ripetuta dopo la battaglia della Somme.

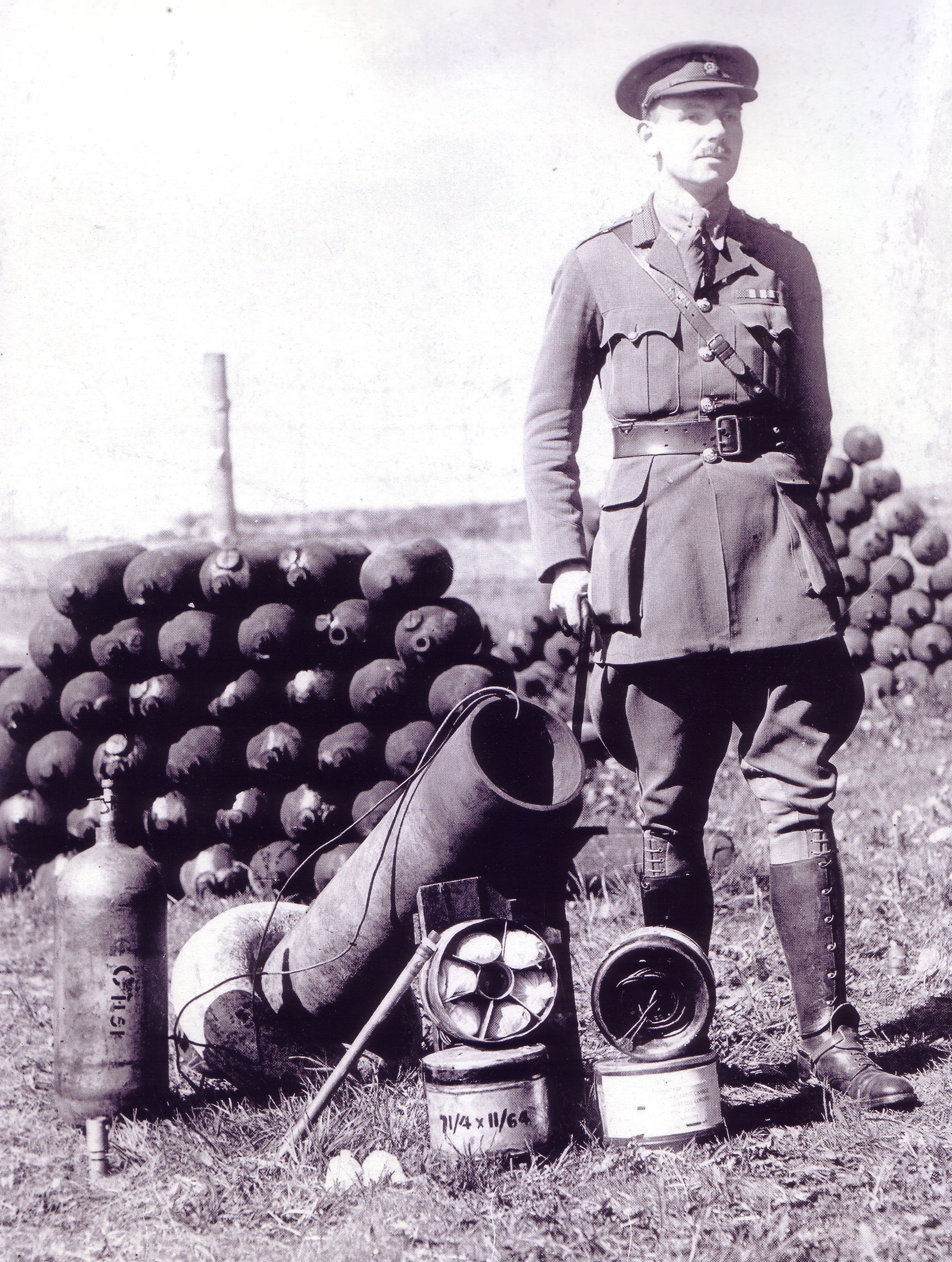
W.H. Livens, comandante della Z company della Special Brigade, ritratto accanto alla sua invenzione, il lanciabombe a comando elettrico Livens.

Il 23 luglio, il comandante della Z company, William H. Livens propose il prototipo del lanciabombe a comando elettrico Livens (Livens projector) che divenne una delle armi più utilizzate per la guerra chimica, la Special Brigade ne ricevette 150.000 per la fine del conflitto, ed una versione simile, il Gaswerfer, fu adottata successivamente, nel 1917,  anche dalle Gastruppe tedesche.
Dopo alcune prove con bombe incendiarie, il 3 settembre i lanciabombe Livens furono utilizzati per scaricare bombe contenenti 30 litri di fosgene puro sul bosco di Thiepval, tenuto dai tedeschi.

### 1917
Nel 1917 la Special Brigade utilizzò, in 540 operazioni, prevalentemente i mortai a comando elettrico Livens (10.000 proietti utilizzati) e i mortai Stokes (90.000 caricati con agenti chimici e 11.000 incendiari).
L'efficienza delle contromisure antigas, ridusse le probabilità di successo di un attacco condotto con l'emissione di gas da bombole, come dimostrò il fallimento dell'attacco, condotto dalla Special Gas Company "M", del primo marzo 1917 a Vimy Ridge, dove l'assalto della 4th Division canadese si risolse in un fallimento poiché il rilascio della nube di cloro-fosgene non ebbe effetti sulle difese tedesche ed il tiro di controbatteria tedesco danneggiò diverse bombole che gassarono gli attaccanti.
L'ultimo grande attacco con bombole, 300 t di gas, che avrebbe dovuto penetrare nella valle del Lys e raggiungere le retrovie tedesche proteggendo il fianco dell'assalto britannico della battaglia di Messines, il 21 maggio 1917, fallì per il vento sfavorevole, costringendo le quattro compagnie della Special Brigate a rimuovere velocemente le oltre 10.000 bombole installate.
Nella battaglia di Passchendaele, furono utilizzati 4200 proietti per i mortai Livens e 6300 per gli Stokes in due attacchi distinti, il 15 luglio e la notte tra il 20-21 luglio.

### 1918

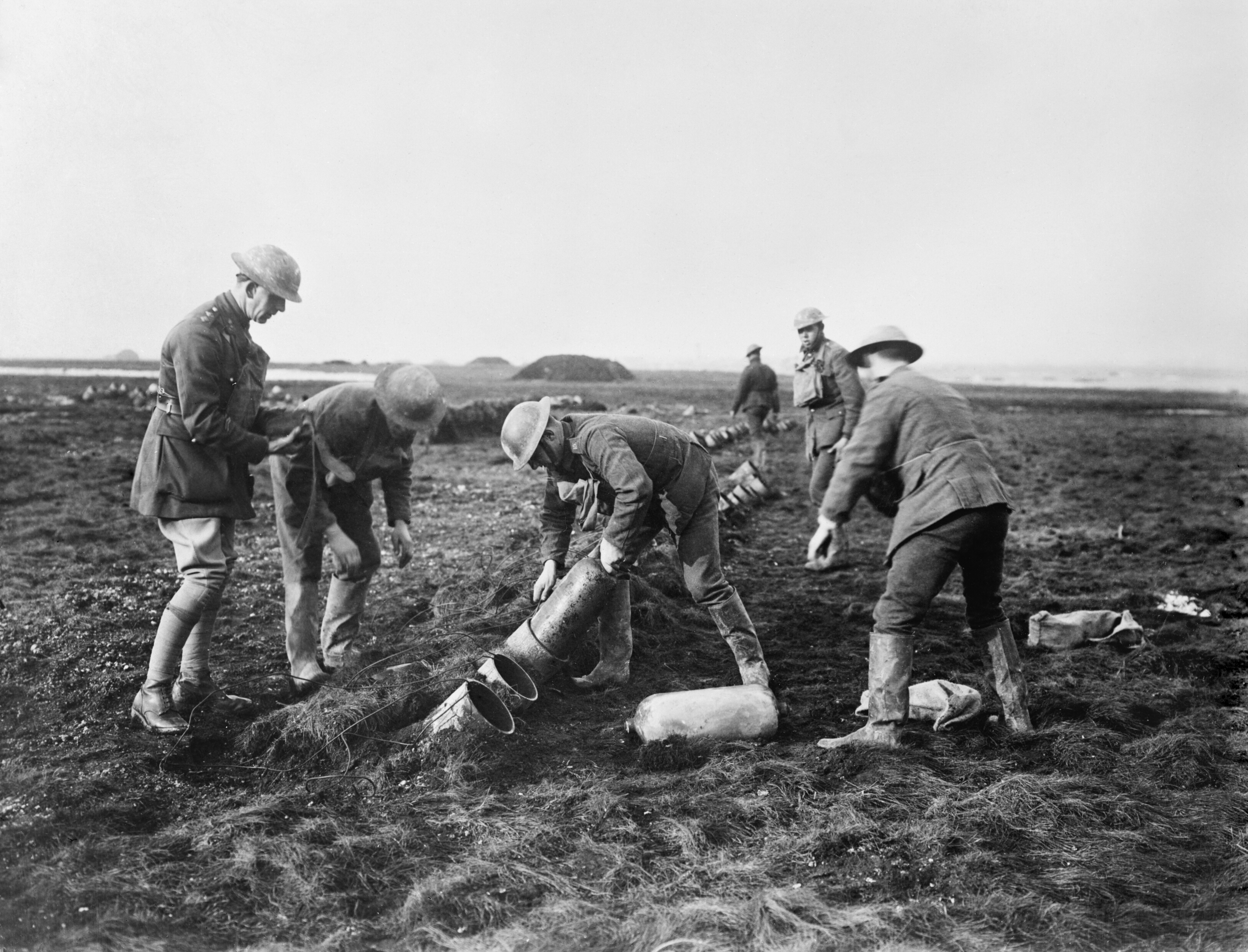
Caricamento dei mortai Livens presso il poligono della Special Brigade di [https://tools.wmflabs.org/reasonator/?lang=it&q=Q7232208 Porton

Per superare la difesa in profondità tedesca Foulkes propose di utilizzare una grande quantità di bombole su di un fronte ristretto, in modo da creare una nube ad alta concentrazione, in grado di sopraffare anche i soldati equipaggiati di maschera antigas, e capace di percorrere anche 10 km nelle retrovie nemiche. Utilizzando un treno a scartamento ridotto, proponeva di trasportare le bombole a ridosso della prima linea, far ritirare i soldati britannici nel settore e, tramite delle piccole cariche esplosive a comando elettrico, aprire simultaneamente le bombole. la notte del 23 maggio, pochi giorni prima della terza battaglia dell'Aisne sei compagnie della Special Brigade installarono, con l'aiuto di 900 fanti, 75 vagoni carichi di 4.700 bombole su di un fronte di 2 chilometri, nella valle dello Scarpe, rilasciando una nube di 120 t di fosgene. Ulteriori attacchi di questo tipo vennero effettuati, ma non diventarono l'attività prevalente della Special Brigade che, anche nel 1918 si affidò prevalentemente ai mortai.
Gli attacchi con bombole diminuirono fino a cessare, dopo gli ultimi due dell'agosto del 1918, la rinnovata mobilità del fronte impediva l'utilizzo di un'arma che richiedeva giorni di preparazione che difficilmente sfuggiva all'osservazione avversaria, permettendo il ritiro tattico del nemico dalle zone interessate.

Dal settembre le azioni della Special Brigade furono molto ridotte, poiché i comandi alleati non volevano che l'utilizzo dei gas potesse rallentare le truppe avanzanti di fronte ad un esercito tedesco ormai sulla difensiva o colpire i civili.